# 23133 Рішнбел
23133 Рішнбел (23133 Rishinbehl) — астероїд головного поясу, відкритий 5 січня 2000 року.
Тіссеранів параметр щодо Юпітера — 3,512.